# Eteobalea thaumatella
Eteobalea thaumatella is een vlinder uit de familie prachtmotten (Cosmopterigidae). De wetenschappelijke naam is voor het eerst geldig gepubliceerd in 1907 door Walsingham.
De soort komt voor in Europa.